# 波洛鎮區 (阿肯色州卡羅爾縣)
波洛鎮區（英語：Polo Township）是位於美國阿肯色州卡羅爾縣的一個行政鎮區。

## 地方資料
根據2010年美國人口普查的數據，波洛鎮區的面積為106.03平方千米，當中陸地面積為106.01平方千米，而水域面積為0.02平方千米。當地共有人口1224人，而人口密度為每平方千米11人。